# Diocèse de Southwell et Nottingham
Le diocèse de Southwell et Nottingham est un diocèse anglican de la Province d'York qui s'étend sur le Nottinghamshire et une partie du Yorkshire du Sud. Son siège est Southwell Minster.
Le diocèse de Southwell est créé en 1884 à partir du diocèse de Lincoln, auquel l'archidiaconé de Nottingham, relevant du diocèse d'York, avait été rattaché en 1837. Il inclut à l'origine l'archidiaconé de Derby (pris au diocèse de Lichfield), qui devient autonome en tant que diocèse de Derby en 1927. Il est rebaptisé « diocèse de Southwell et Nottingham » en 2005.
Le diocèse se divise en deux archidiaconés : Newark et Nottingham. Un évêque suffragant en relève également : l'évêque de Sherwood.

#### Églises
- Église Saint-Jean-Baptiste de Stanford on Soar
- Église Saint-Jean-de-Jérusalem de Winkburn